# Вооружённые силы Российской империи

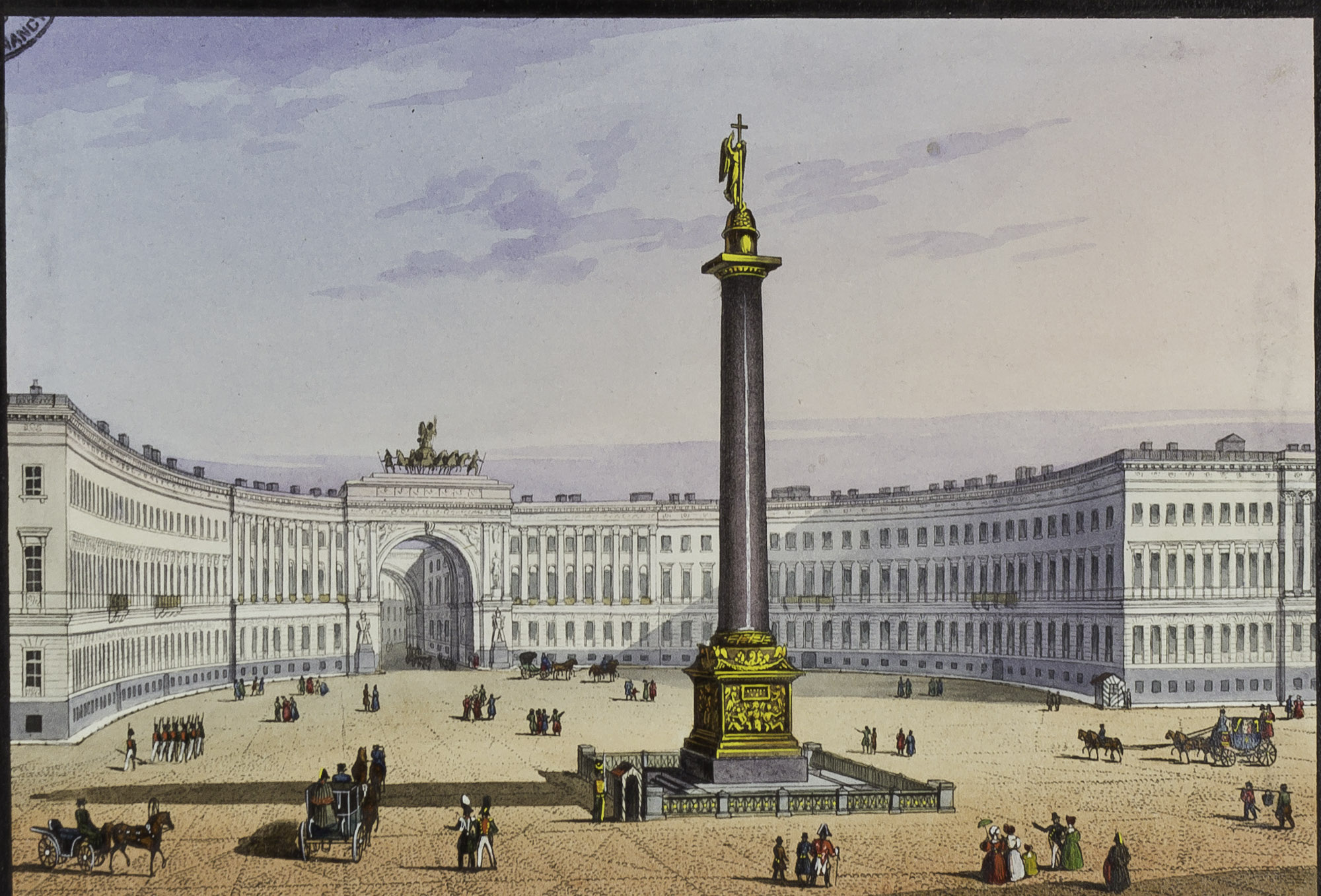
Здание Главного штаба на Дворцовой площади в Санкт-Петербурге. Ныне — штаб Западного военного округа

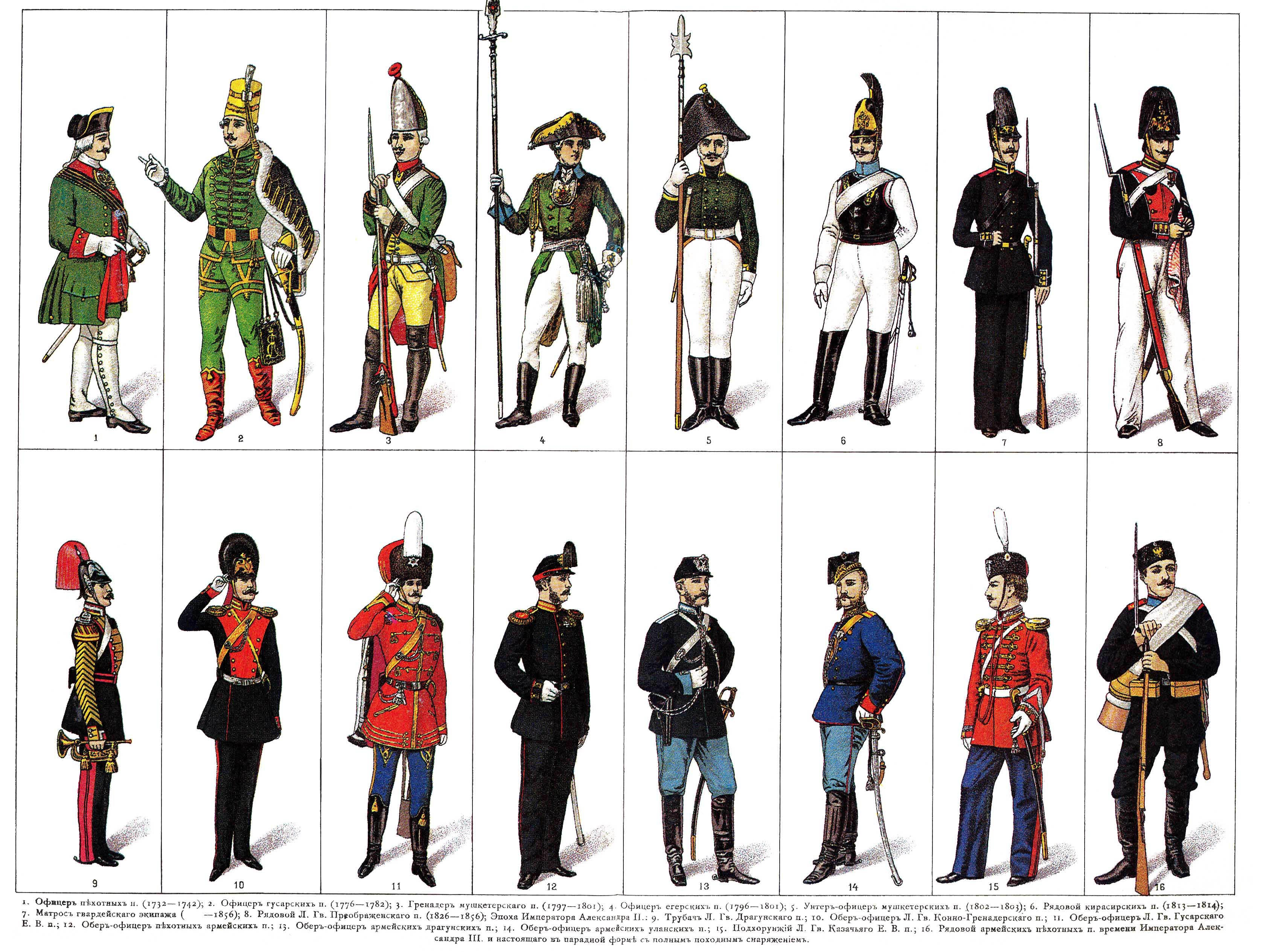
Формы обмундирования Русских войск. IV. 1. Офицер пехотных п. (1732—1742). 2. Офицер гусарских п. (1776—1782). 3. Гренадер мушкетёрского п. (1797—1801). 4. Офицер егерских п. (1796—1801). 5. Унтер-офицер мушкетёрских п. (1802—1803). 6. Рядовой кирасирских п. (1813—1814). 7. Матрос гвардейского экипажа (1856). 8. Рядовой Л.-гв. Преображенского п. (1826—1856). — Эпоха императора Александра II: 9. Трубач л.-гв. драгунского п. 10. Обер-офицер л.-гв. конно-гренадерского п. 11. Обер-офицер л.-гв. гусарского Е. В. п. 12. Обер-офицер пехотных армейских п. 13. Обер-офицер армейских драгунских п. 14. Обер-офицер армейских уланских п. 15. Подхорунжий л.-гв. казачьего Е. В. п. 16. Рядовой армейских пехотных п. времени императора Александра III и настоящего в парадной форме с полным походным снаряжением

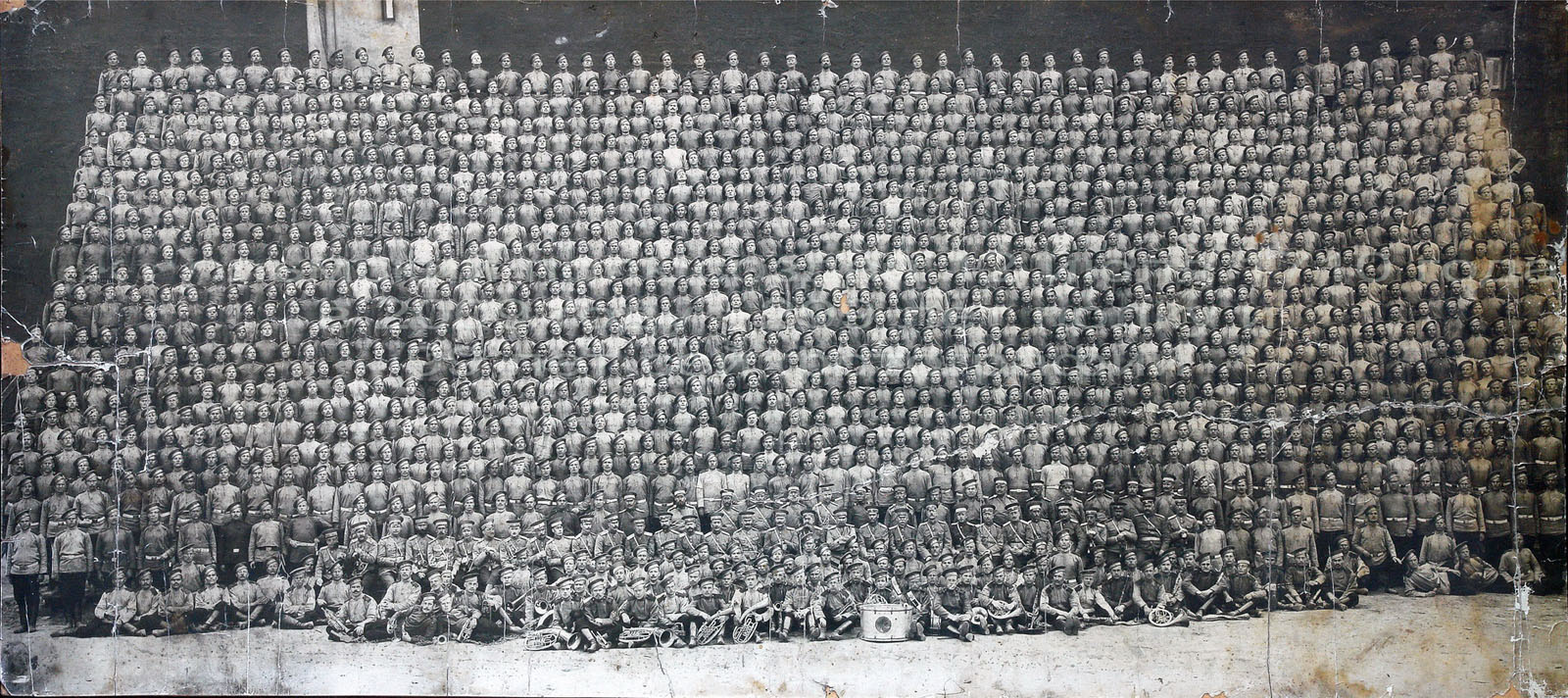
Лейб-гвардии Кексгольмский полк, 1903 год

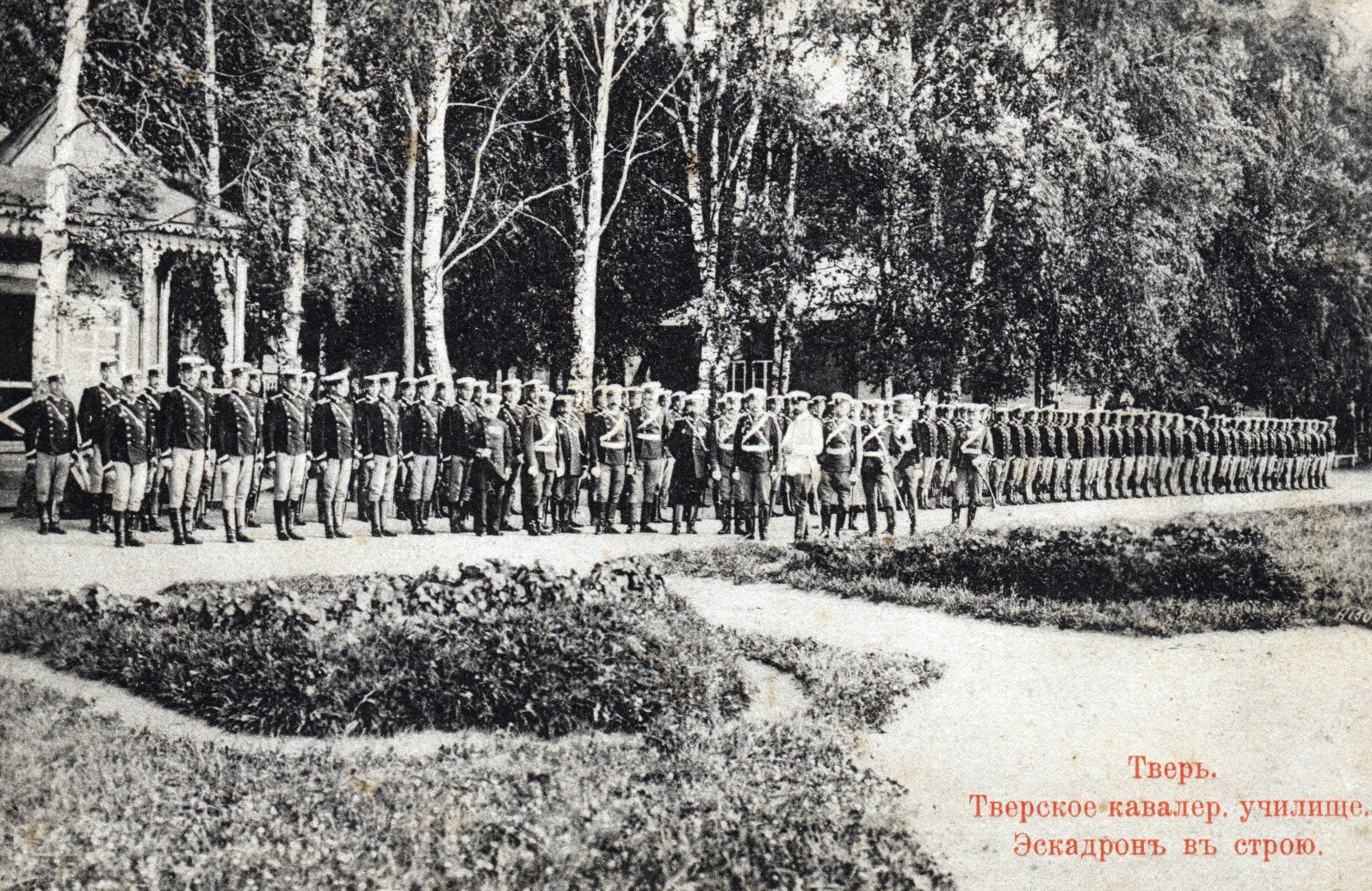
Эскадрон в строю, Тверское кавалерийское училище, 1905 год

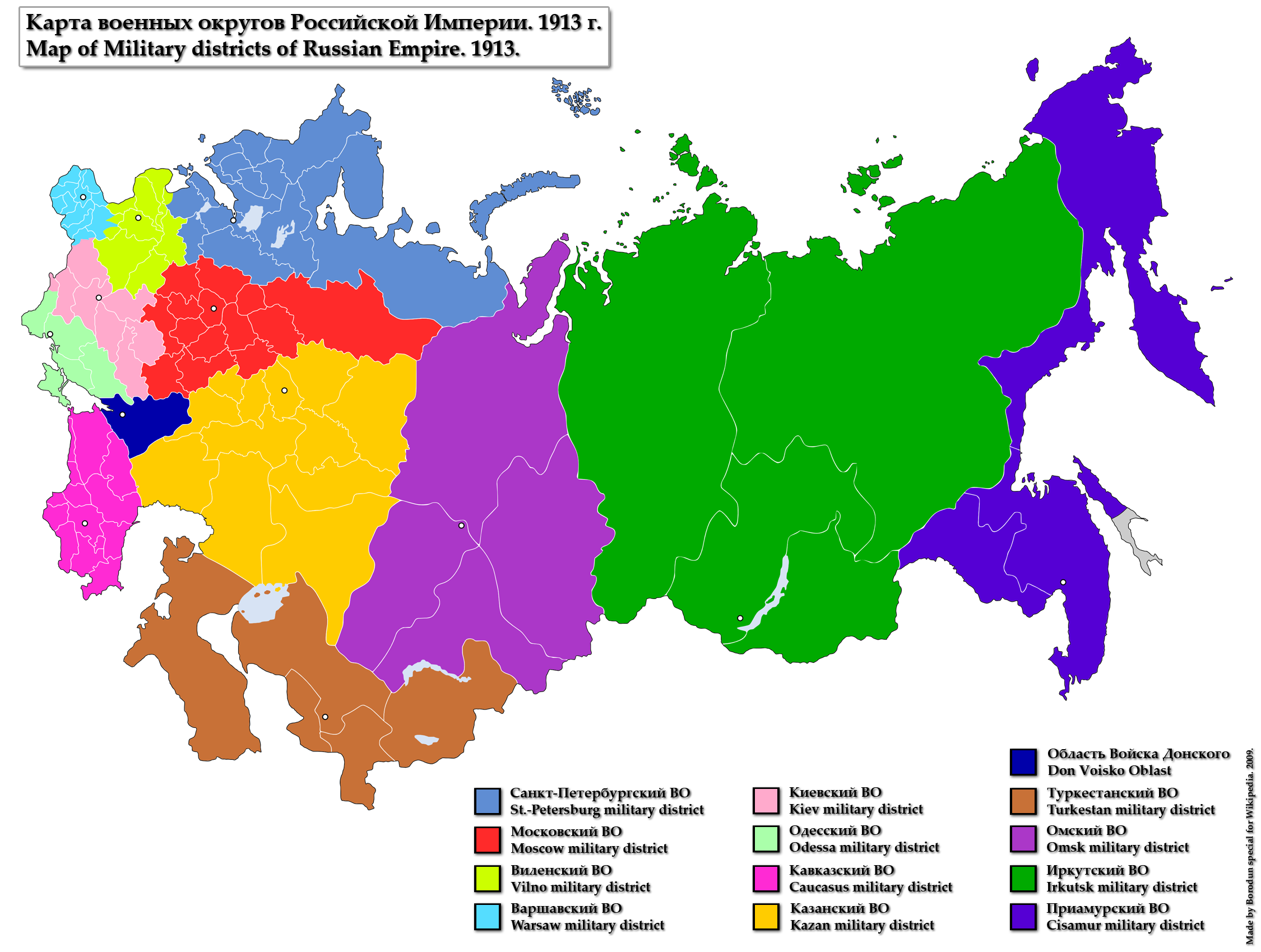
Схема военных округов Российской империи, 1913 год

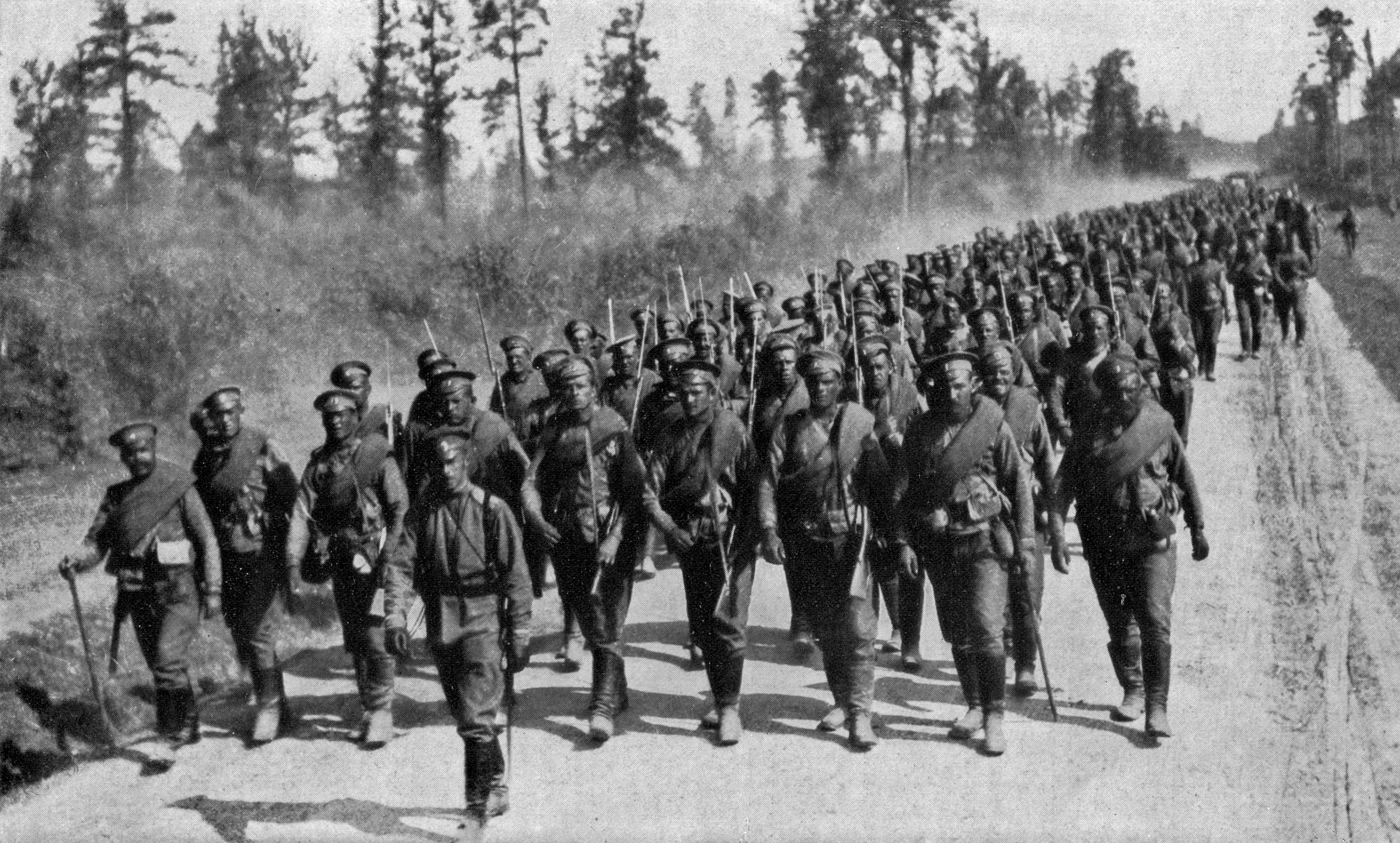
Русская пехота на марше

Вооружённые силы Российской империи, Вооружённые силы России — совокупность всех сухопутных, воздушных и морских войсковых контингентов, как для ведения внешней войны, так и для поддержания порядка в стране, современное обозначение сухопутных и морских сил Российской империи, существовавших в период с 22 октября (2 ноября) 1721 года до Февральской революции и провозглашения республики в 1917 году, предназначенная для защиты и обороны России.

## Терминология
Понятие «вооружённые силы» существовало в старой России и существует теперь, однако имеются серьёзные отличия в практике употребления данного термина в старой России и в современной. Так, обычно (как правило и чаще всего) в старой России употребляли иные термины: «пребывание в запасе армии и флота», в современной: «пребывание в запасе Вооружённых Сил». В старой России: «верховный главнокомандующий всеми сухопутными и морскими силами», в современной: «Верховный Главнокомандующий Вооружёнными Силами Российской Федерации». В старой России «Устав гарнизонной службы», в современной: «Устав гарнизонной и караульной служб Вооружённых Сил Российской Федерации». В старой России «Военные уставы и наставления», в современной: «Общевоинские уставы Вооружённых Сил Российской Федерации». Несмотря на то, что термин «вооружённые силы» иногда встречается в документах старой России (например, в Уставе о воинской повинности от 1 января 1874 года), чтобы упомянуть армию и флот в целом, как правило, это понятие повсеместно заменялось на другие термины: «армия и флот», «сухопутные и морские силы» и т. д.
Иногда термин «вооружённые силы» употреблялся в более узком («тесном») смысле, вот названия двух книг: «Сборник сведений о морских вооружённых силах иностранных государств» (СПб, 1913), «Сухопутные вооружённые силы Румынии» (Одесса, 1909).

## История
Полностью регулярная армия была создана в России императором Петром I на основе начавших появляться в ещё в Смутное время и вновь учреждённых в 1632 году полков нового строя. Она стала заменой иррегулярному поместному войску, стрелецким полкам и желдакам. С 1705 года, в соответствии с указом царя Петра Великого о наборе рекрутов, русская армия и русский флот формировалась на основе рекрутской повинности, при которой из податных сословий (мещан, крестьян) набиралось (по жребию) определённое число будущих военнослужащих (нижние чины), служивших до 1793 года пожизненно, затем срок службы сокращён до 25 лет, а с 1834 года — до 20 лет (также до 1762 года сохранялась обязательная служба дворян), с 1874 года гвардия, армия, флот и иные формирования укомплектовывались (нижние чины) — на основе всеобщей воинской обязанности.
К концу царствования Петра I численность регулярных сухопутных войск достигала 210 тыс. человек (из них числилось 2600 в гвардии, 41 560 в коннице, 75 тыс. в пехоте, 14 тыс. в гарнизонах) и до 110 тыс. человек — иррегулярных войск, в другом источнике общий состав сухопутной вооружённой силы достигал 220 тыс. человек, из них полевых войск около 100 тыс. человек. Флот состоял из 48 линейных кораблей, 787 галер и других судов; людей на всех судах было почти 30 тысяч. Для исполнения отдельных боевых задач армия выделяла отряды, носившие названия: корволанта, деташамента и, наконец, корпус резерва.
Согласно воинским уставам Петра I русская армия в военное время вверялась генерал-фельдмаршалу, который, обладая полной мочью, руководствовался лишь инструкциями, полученными от царя и обязывался в нужных случаях собирать военные советы. Генерал-фельдмаршал мог иметь помощника — генерал-фельдмаршал-лейтенанта. А затем помощниками главнокомандующего являлись: генерал-фельдцейхмейстер, генерал от кавалерии и генерал от инфантерии, генерал-кригс-комиссар, генерал-квартирмейстер и другие чины.
В военное время состав армии был: в 1810 году — 558 000 человек, а в 1851 году — 644 000.
В 1855 году, в русском флоте, по спискам значилось:
- 3912 офицеров;
- 125 169 матросов[12].

На 1 января 1856 года по спискам числилось в Русской императорской армии:
- регулярных войсках — 32 530 офицеров и 1 742 342 нижних чина;
- иррегулярных войсках — 3640 офицеров и 168 691 нижний чин;
- государственном ополчении — 5647 офицеров и 364 421 нижних чинов.

Всего: 41 817 офицеров и 2 274 544 нижних чина.
По окончании Крымской войны государственное ополчение было распущено, а регулярные войска приводились в мирный состав постепенно, вместе с расформированием резервных и запасных формирований. Всего в течение 1856 года уволено нижних чинов в:
- отставку — 68 912;
- в отпуска бессрочные и временные — 421 123.

Всего: около 500 000.
К 1 января 1862 года наличный состав русской армии был:
- действующих войск — 28 850 офицеров и 763 911 нижних чинов;
- резервных войск — 3006 офицеров и 95 086 нижних чинов.

Итого: 31 856 офицеров и 858 997 нижних чинов.
С 1864 года, в ходе проведённой реформы в регулярных войсках и силах, предполагалось иметь следующие уровни укомплектованности рядовым составом в пехотных полках, в связи с экономией военного бюджета России, в зависимости от ситуации в мире:
- «военный» — 900 человек;
- «усиленный мирный» — 680 человек;
- «обыкновенный мирный» — 500 человек;
- «кадровый» — 320 человек.

5. Вооружённые силы государства состоят из постоянных войск и ополчения. Сие последнее созывается лишь в чрезвычайных обстоятельствах военного времени.
6. Постоянные вооружённые силы состоят из войск сухопутных и морских.
7. Постоянные сухопутные войска составляют:
а) армия, пополняемая ежегодными наборами людей со всей империи;
б) запас армии, служащий для приведения войск в полный состав и состоящий из людей, уволенных до выслуги полного срока службы;
в) казачьи войска и
г) войска, образуемые из инородцев.
8. Морские силы состоят из действующих команд и запаса флота.— Глава I, Устава о воинской повинности, от 1 января 1874 года.
В июле 1878 года в рядах регулярных войск русской армии насчитывалось:
- 39 268 генералов и офицеров;
- 13 771 классных чиновников;
- 1 626 165 нижних чинов;
- 244 641 лошадь[12].

В военное время состав армии был в 1889 году — 800 000 человек.

... Что касается до вооружённых сил России, то они, по штатам мирного времени, составляют около 850 000 человек, в военное же время могут быть доведены до 2½ миллионов. ...— ЭСБЕ
В России определяемое законодательным порядком число подлежащих поступлению новобранцев, в войска и силы, называлось контингентом. Так, на 1895 год в Российской Империи было назначено к призыву 274 650 человек из регионов (краёв, стран) империи, на которые простиралось действие общего устава о воинской повинности, а также 2750 человек из туземного (местного) населения Терской и Кубанской областей, а также Закавказья.
В период 1905—1912 годов при императоре Николае II была проведена военная реформа. Она была вызвана поражением в русско-японской войне 1904—1905 годов, выявившей серьёзные недостатки в центральном военном управлении, организации войск и сил, системе комплектования вооружённых сил, боевой подготовке и техническом оснащении армии и флота.
В первый период военных преобразований (1905—1908 года) было децентрализовано высшее военное управление (учреждено независимое от Военного министерства Главное управление Генерального штаба, создан Совет государственной обороны, генерал-инспекторы были напрямую подчинены Императору Всероссийскому), сокращены сроки действительной военной службы (в пехоте и полевой артиллерии с 5 до 3 лет, в других родах оружия с 5 до 4 лет, на флоте с 7 до 5 лет), омоложён офицерский состав; улучшены быт нижних чинов (питание и вещевое довольствие) и материальное положение обер-офицеров и сверхсрочнослужащих.
На 1907 год в составе русской армии, в мирное время было:
- 208 пехотных полков;
- 29 стрелковых полков;
- 18 стрелковых батальонов, всего 908 батальонов;
- 636 эскадронов кавалерии;
- 389 батарей пешей артиллерии;
- 51 батарея конной артиллерии; 26 батарей мортирной артиллерии; 56 батарей крепостной артиллерии;
- инженерных войск 198 рот;
- кроме того, крепостные, местные, резервные, запасные, кадровые, обозные и казачьи войска;
- Всего 1 314 батальонов пехоты, 802 эскадрона кавалерии, 528 батарей артиллерии, 290 рот крепостной артиллерии и 304 роты инженерных войск с 4000 офицеров и 1 073 000 нижних чинов[14].

Во второй период (1909—1912 года) была проведена централизация высшего управления (Главное управление Генерального штаба включено в состав Военного министерства, упразднён Совет государственной обороны, генерал-инспекторы подчинены военному министру); за счёт слабых в боевом отношении резервных и крепостных войск усилены полевые войска (число армейских корпусов увеличилось с 31 до 37), создан при полевых частях запас, который при мобилизации выделялся для развёртывания второочередных частей (включая полевую артиллерию, инженерные и железнодорожные войска, части связи), созданы пулемётные команды в полках и корпусные авиационные отряды, юнкерские училища преобразованы в военные училища, получившие новые программы, введены новые уставы и наставления.
К началу Первой мировой войны при численности населения России в 169,4 млн человек (1912 год) в составе армии и флота было:
- Сухопутные войска — 1 284 155 человек личного состава, орудий: лёгких — 6848; тяжёлых — 240, а по окончании мобилизации 5 460 955 человек личного состава. К началу операций на театре войны в составе сухопутной вооружённые силы 2 500 000 человек, и дивизий: пехотных (пд) — 122 единицы (в это число входят 17 стрелковых бригад, штатный состав которых был вдвое меньше состава пд, и 35 второочередных пд) и кавалерийских дивизий (кд) — 36½ единицы, из них 10 второочередных казачьих.
- Военно-морской флот — численный состав экипажей по штатам мирного времени — 59 500 человек личного состава; броненосцев — 11 единиц; крейсеров 1-го ранга — две единицы; крейсеров 2-го ранга — 6 единиц; минных крейсеров — 6 единиц; миноносцев — 75 единиц; подводных лодок — 27 единиц;
- в авиационных частях армии и флота в течение войны[16] — 216 аэропланов[17].

В другом источнике указано что численность Вооруженных сил России перед началом войны, в 1914 году, составляла 1 328 000 человек, а после мобилизации (на 10-й день войны) — 4 398 000, из них в действующей армии — 2 176 000.
В начальный период Первой мировой войны в действующей армии имелись:
- Северо-Западный фронт — состоял из армий, действовавших против Вооружённых Сил (ВС) Германии;
- Юго-Западный фронт — состоял из армий, действовавших против ВС Австро-Венгрии;
- 6-я отдельная армия (Петроградская) (в неспециальной литературе иногда ошибочно называют Отдельная армия № 6) — состояла из формирований, охранявших побережье Балтийского моря России;
- 7-я отдельная армия (Одесская) (в неспециальной литературе иногда ошибочно называют Отдельная армия № 7) — состояла из формирований, охранявших побережье Чёрного моря России.

В дальнейшем были сформированы и другие формирования, и на 1 сентября 1916 года в действующей армии, по полученным сведениям от фронтов, насчитывалось — 6 191 000 личного состава, а по сведениям, полученным от Полевого интендантства — 8 269 000 человек.
В ноябре 1917 года на выборах в Учредительное собрание, в частях армии и флота, было подано 4 364,5 (армия и флот 4 363,6) голосов (в тысячах).

## Состав
В состав ВС Российской империи входили:
- Верховный Главнокомандующий всеми сухопутными и морскими силами[1];
  - органы военного управления:
    - Военный совет[20]
    - военное ведомство[21] (Военное министерство);
    - морское ведомство[22] (Адмиралтейств-коллегия (с 1718 года), Морское министерство[22] (с 1802 года) и Адмиралтейств-совет (с 1827) года).

  - три вида вооружённых сил[~ 1]:
    - гвардия
    - армия
    - флот

  - отдельные корпуса:
    - Отдельный фельдъегерский корпус[23][~ 2]
    - Корпус лесничих[24] — до 1869 года;
    - Отдельный корпус внутренней стражи[25][~ 3] — с 1811 по 1864 год;
    - Отдельный корпус пограничной стражи[26][~ 4]
    - Отдельный корпус жандармов[27][~ 5]

  - Стража
    - Конвойная стража[28][~ 6], входившая в состав местных войск, а в оперативном подчинении находившаяся у Главного тюремного управления (ГТУ)
    - Земская стража
    - Карантинная стража[29][~ 7], входившая в состав местных войск, а в оперативном подчинении находившаяся у Министра внутренних дел (Министра ВД)

### Сухопутные войска или армия
Сухопутные войска (армия) вооружённых сил Российской империи в 1881 году состояли из войск:
- регулярных;
- иррегулярных.

Все сухопутные войска подразделялись на типы войск:
- полевые;
- крепостные;
- резервные;
- запасные;
- местные;
- вспомогательного значения (вспомогательные войска[30]): госпитальные, жандармские, артиллерийские, инженерные, военно-исправительные, рабочие, военно-железнодорожные, телеграфные и учебные, а равно и фельдъегерский корпус;
- казачьи;
- милицию.

По роду оружия Сухопутные войска в Российской империи делились на пехоту, кавалерию, артиллерию и инженерные войска.
Рода оружия также имели свою спецификацию.
Во время военной реформы, 1862—1864 годов, были учреждены военные округа. Изначально предполагалось создание пятнадцати военных округов. К 1914 году существовало 12 военных округов и приравненная к ним область войска Донского:
Ниже представлена численность войск. Цифровые данные заимствованы у А. Редигера: «Комплектование и устройство вооружённой силы» (СПб., 1894 год, ч. II):
| Войска                                      | Пехота        | Кавалерия     | Артиллерия    | Инженерные войска | Управления и заведения | Итого         |
| ------------------------------------------- | ------------- | ------------- | ------------- | ----------------- | ---------------------- | ------------- |
| Тип войск                                   | тысяч человек | тысяч человек | тысяч человек | тысяч человек     | тысяч человек          | тысяч человек |
| Войска Европейской России и Кавказа         |               |               |               |                   |                        |               |
| Полевые                                     | 403           | 103           | 68            | 17                | —                      | 591           |
| Резервные                                   | 64            | 0,4           | 5             | —                 | —                      | 70            |
| Крепостные                                  | 16            | —             | 28            | 3                 | —                      | 47            |
| Запасные                                    | —             | 5,4           | 2             | —                 | —                      | 7             |
| Местные и вспомогательные                   | 14            | 0,2           | 4             | 0,1               | 34                     | 52            |
| Итого                                       | 497           | 109           | 107           | 20                | 34                     | 767           |
| Войска, расположенные в отдалённых округах. |               |               |               |                   |                        |               |
| Полевые                                     | 48            | 10            | 63            | —                 | 67                     |               |
| Резервные                                   | 7             | —             | —             | —                 | —                      | 7             |
| Крепостные                                  | —             | —             | 2             | 0,2               | —                      | 2             |
| Местные и прочие                            | 11            | —             | —             | —                 | 5                      | 16            |
| Итого                                       | 66            | 10            | 8             | 3                 | 5                      | 92            |
| Всего                                       | 563           | 119           | 115           | 23                | 39                     | 859           |

Общий мирный состав сухопутной армии в 1896 году составлял 897 000 человек, а расходы на неё составили 630 000 000 франков, при населении в 118 600 000 человек.

### Военно-морской флот
Русский императорский флот — военно-морской флот Российской империи, с 22 октября (2 ноября) 1721 по 16 апреля 1917 года.

В прошедшее двадцатипятилетие наш военный флаг развевался в океанах и морях всех частей света и появлялся повсюду, где только требовала наша политика; … . Всё это даёт мне смелость думать, что флот 1880 года имеет более правильные основы, чем имел флот 1855 года, и что он представляет собой живую силу, заключающую в себе все данные для дальнейшего развития, хотя и требуется ещё много затрат, чтобы довести его до того положения, которое соответствует достоинству России.— Великий Князь Константин Николаевич
На 1914 год Военно-морской флот Российской империи делился на:
- действующий, находящийся в полной боевой готовности;
- резервный, состоящий из:
  - 1-го резерва, кораблей и судов, выслужившие сроки (срок готовности 48 часов);
  - 2-го резерва, кораблей и судов, не удовлетворяющих требованиям действующего флота и 1-го резерва.

Корабли и суда действующего флота были объединены в эскадры и отряды. Эскадра иногда состояла из дивизии линейных кораблей (8 кораблей), дивизии крейсеров (8 крейсеров) или бригады крейсеров (4 крейсера), дивизии эскадренных миноносцев (36 миноносцев и один крейсер) и/или бригады эскадренных миноносцев и вспомогательных судов. Дивизии линкоров и крейсеров делились на бригады по 4 корабля. Дивизия эсминцев — на две бригады по два дивизиона в бригаде, по 9 кораблей в дивизионе. Были также отдельные бригады линкоров, крейсеров, эсминцев и других кораблей и отдельные дивизионы эсминцев и других кораблей и отдельные корабли и суда некоторых типов, не входящие в дивизии бригады или дивизионы кораблей и судов. Отряды кораблей и судов были меньше эскадры и состояли из двух и более кораблей и судов.
В русском флоте существовали формирования вида флот и флотилия. К флотам относились военные суда Балтийского и Чёрного моря и они составляли Балтийский и Черноморский флоты. А к флотилиям относились военные суда, приписанные к портам Каспийского моря и Тихого океана. Они составляли Каспийскую и Сибирскую флотилии. Ещё в Вооружённых силах России были Аральская флотилия, учреждённая в 1847 году и в 1883 году переданная из Морского ведомства в Военное, и Таможенная крейсерская флотилия или Таможенная флотилия (на мирное время из Военного министерства передана в Ведомство пограничной стражи).
На период военных действий в Освободительных войнах 1868 — 1878 годов на Дунае была сформирована Дунайская флотилия. Также в разное время существовали:
- Донская флотилия[37] → Азовская флотилия[38];
- Брянская флотилия[39];
- Днепровская флотилия[40];
- Аму-Дарьинская флотилия[41];
- Амурская флотилия[42];
- Амурско-Уссурийская казачья флотилия[43];
- и другие.

В ноябре 1917 года на выборах в Учредительное собрание, на Балтийском флоте, было подано 120,0 голосов, и на Черноморском флоте — 52,5 голосов (в тысячах).

### Воздушный флот
Воздушный флот России должен быть сильнее воздушных флотов наших соседей. Это следует помнить каждому, кому дорога военная мощь нашей Родины.— Великий князь Александр Михайлович, «К русскому народу», журнал «Тяжелее воздуха», 1912 год, № 6.
Императорский военно-воздушный флот — военно-воздушные силы вооружённых сил Российской империи. Существовал в 1914 — 1917 годах и, несмотря на свою короткую историю, сыграл значительную роль в развитии мировой авиации. Включал в себя органы военного управления, авиационные и воздухоплавательные части, различные учреждения и предприятия.

## Вооружённые силы Царства Польского и Великого княжества Финляндского
В 1815 — 1830 годах Царство Польское имело свою собственную армию.
С 1878 года по 1901 год в Великом княжестве Финляндском существовали финские национальные войска, которые комплектовались исключительно из финляндских граждан и предназначались лишь для обороны территории княжества. Вооружёнными силами княжества руководил российский генерал-губернатор Финляндии. Размер армии был определён в 5600 человек. На начало XX века финские войска состояли из лейб-гвардии финского стрелкового батальона, восьми армейских финских стрелковых батальонов и Финского драгунского полка.

## Галерея

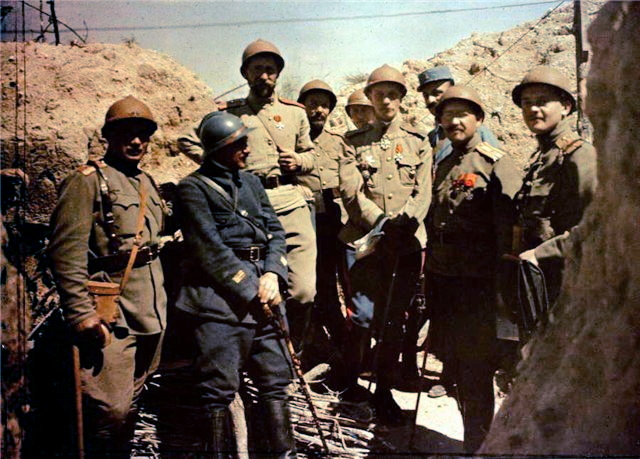
Русский экспедиционный корпус во Франции. Начальник 1-й особой бригады генерал Лохвицкий с несколькими русскими и французскими офицерами обходит позиции. Лето 1916 года, Шампань
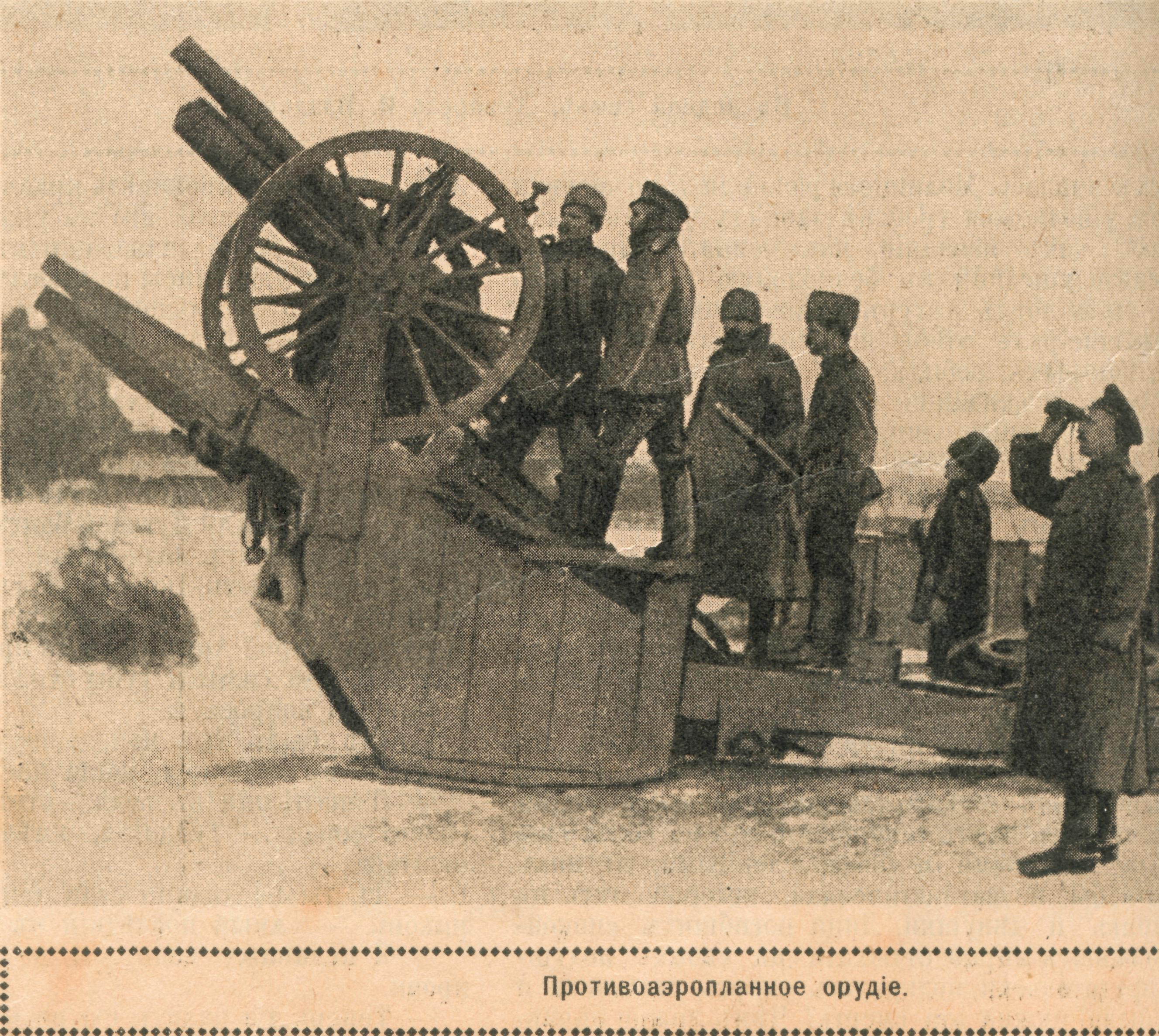
Русско-германский фронт, русское противоаэропланное орудие, 1916 год (76-мм дивизионная пушка образца 1902 года)
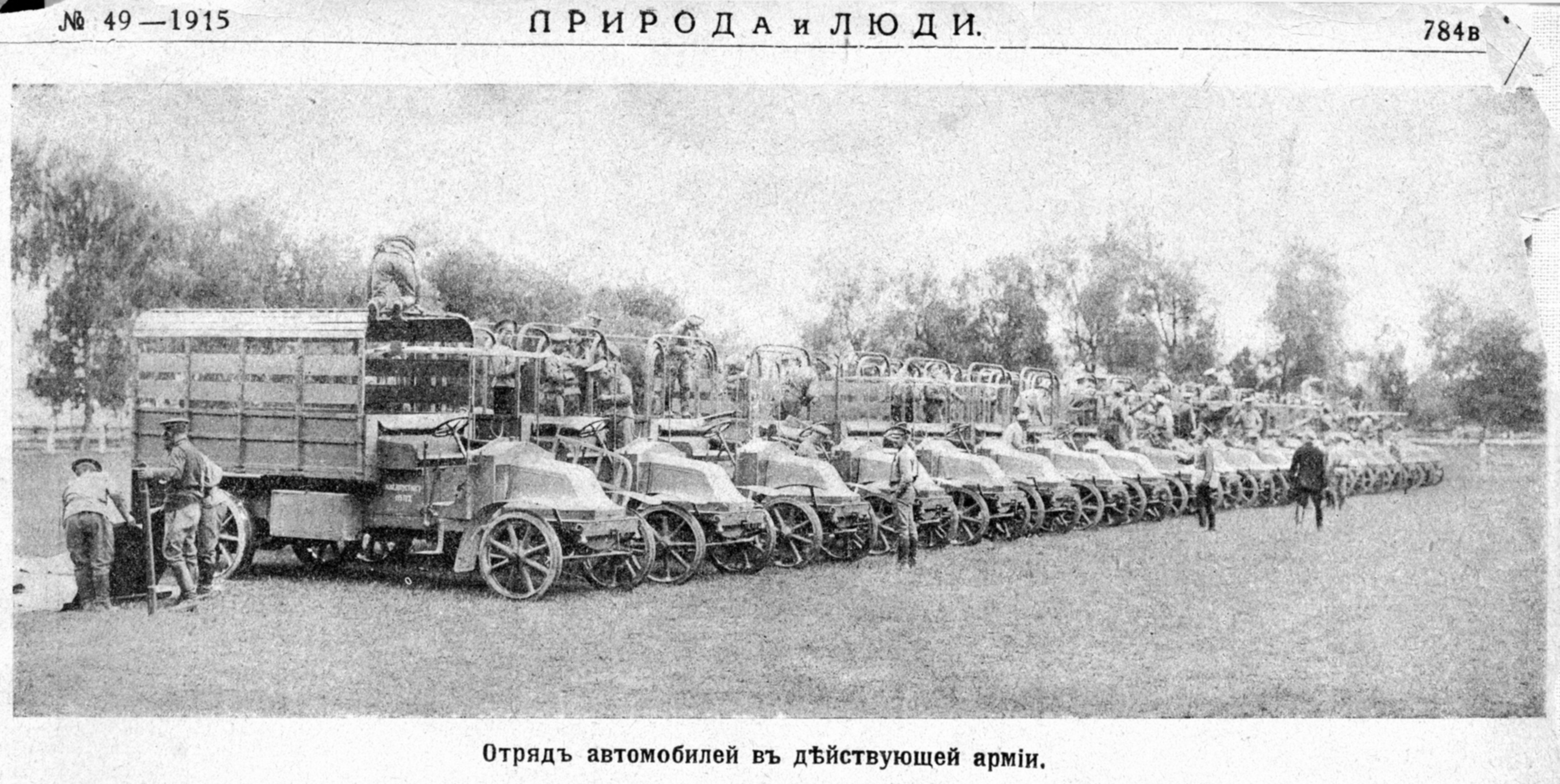
Подразделение вспомогательных войск русской армии, отряд автомобилей в действующей армии, 1915 год
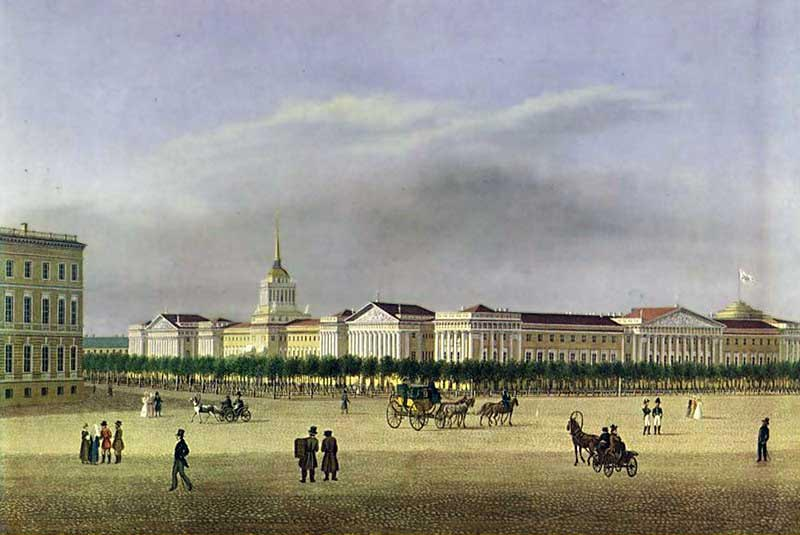
Адмиралтейство, 1810 год
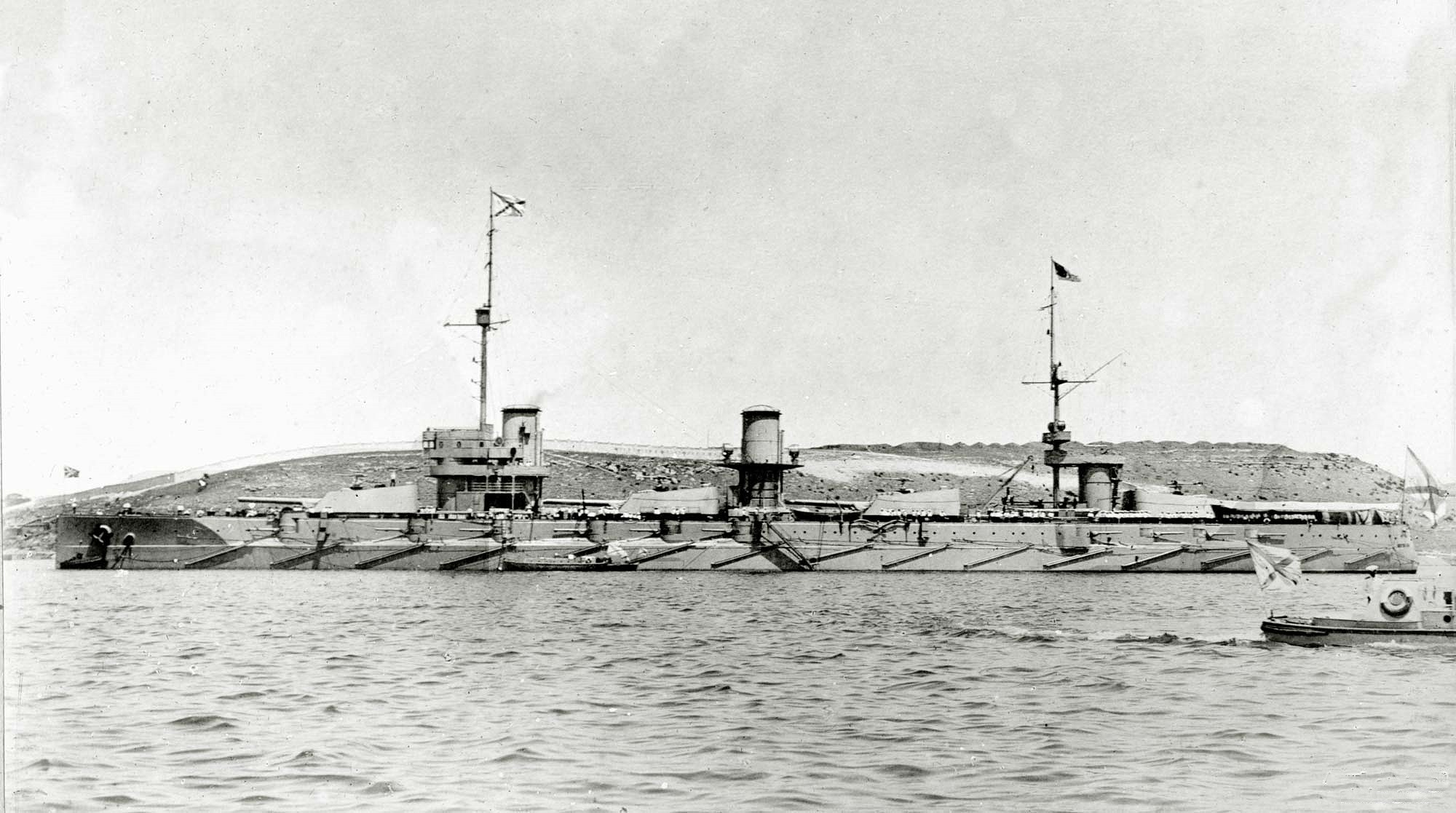
Линейный корабль «Императрица Мария», 1916 год
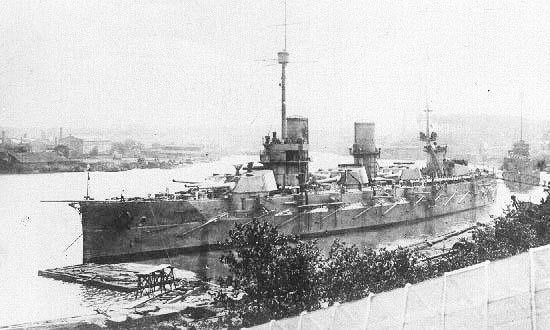
Линейный корабль «Император Александр III»
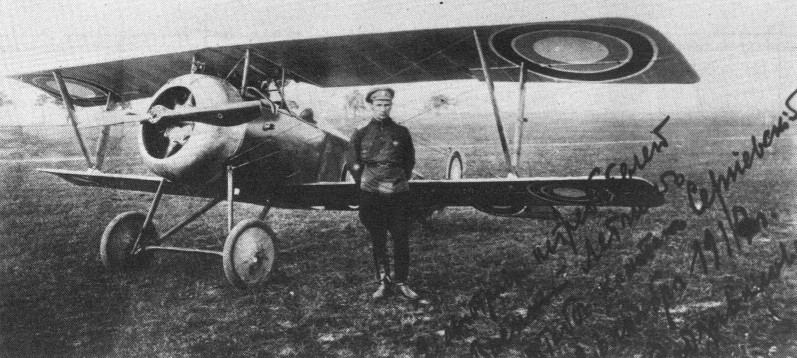
Русский лётчик Б. В. Сергиевский со своим аэропланом «Ньюпор-17», ноябрь 1917 года
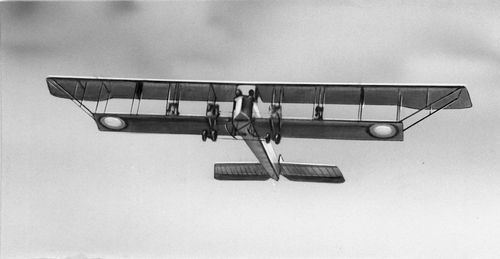
«Илья Муромец» в полёте